# Toni Dietl

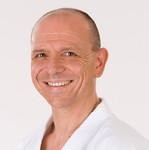
Toni Dietl (2009)

Toni Dietl (* 2. April 1961 in Würzburg) ist ein deutscher Karateka (7. Dan), Sachbuchautor und ehemaliger Bundestrainer im DKV. Er ist Gründer des Kampfkunst Kollegiums (vorher: Karate Kollegium) und Leiter des Karate-Teams Bodensee, eines der größten Dōjōs in Deutschland. Laut dem Guinness-Buch der Rekorde von 1990 ist Toni Dietl der beste Kumite-Akteur Deutschlands. Vom Bundespräsidenten Richard von Weizsäcker erhielt er das Silberne Lorbeerblatt. Zwischen 1980 und 1992 war er Führender in der Weltrangliste der WKF. Toni Dietl ist seit 2012 auch Welt-Präsident für den Bereich Karate in der WKU (World Kickboxing and Karate Union).

## Werdegang

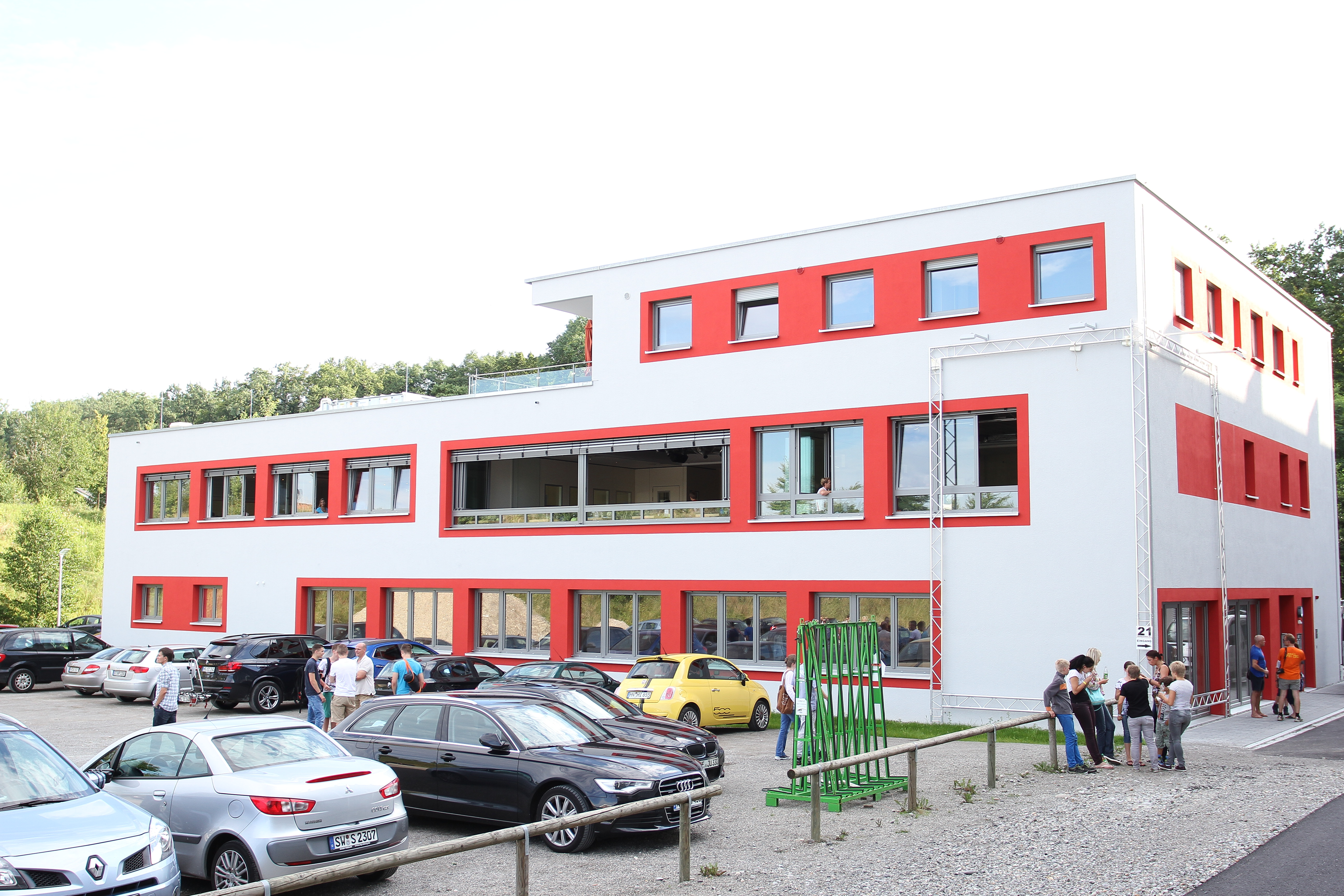
Dōjō (道場) des Karate-Team Bodensee

Dietl begann 1975 im Dōjō Radolfzell mit dem Karate. Im Jahr 1979 legte er dann schon seine erste Dan-Prüfung ab. Nachdem er die C-, B- und A-Prüferlizenzen erworben hatte, studierte er von 1986 bis 1988 an der Deutschen Sporthochschule Köln, die er als Lehrgangsbester absolvierte. Im Jahr 1990 wurde er Baden-Württembergischer Landestrainer und 1993 Bundestrainer Frauen. Von 2001 bis zum Jahr 2007 war er leitender Bundestrainer im DKV. Im Jahr 2008 bestand er seine Prüfung zum 6. Dan. Radolfzell und Ravensburg wurden unter seiner Leitung zu den größten Dōjōs Baden-Württembergs. Er führte im DKV 2002 das Sound-Karate ein. Anschließend folgte die offene Stilrichtung im Karate und 2004 führte er in Deutschland den Junior-Dan ein.
Im Jahr 2007 gründete er den Kampfsport-Fachverband Karate Kollegium. Das Karate Kollegium hatte im Jahr 2013 knapp 30.000 Mitglieder in professionellen Karateschulen. Im Jahr 2012 wurde er auch Weltpräsident der WKU. Laut dem Munzinger-Archiv hat Toni Dietl den Karatesport in Deutschland geprägt wie kaum ein anderer vor oder nach ihm. Im September 2013 wurde Toni Dietl vor einer Prüfungskommission in Berlin in seinen Kenntnissen geprüft und er konnte erfolgreich die Prüfung zum 7. Dan Karate ablegen. Am 1. September 2014 promovierte er zum Doktor der Wissenschaften an der European University Belgrad mit Schwerpunkt internationales Management. Im August 2014 eröffnete er nach jahrelanger Planungszeit sein neues Dōjō in Friedrichshafen.

## Sportliche Erfolge

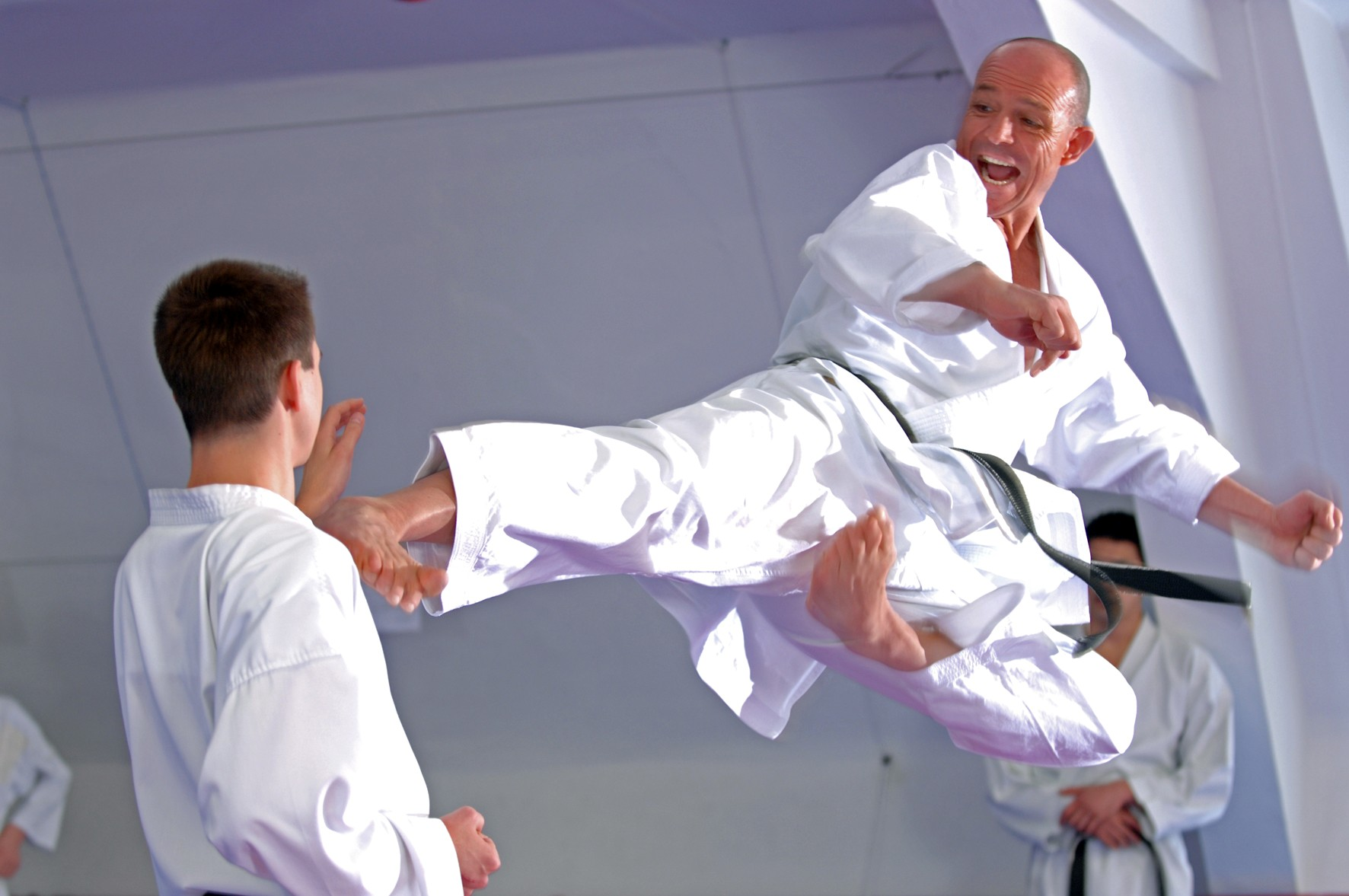
Toni Dietl mit Yoko Tobi Geri

### Deutschland
- 1977 Deutscher Meister Kata Team und Kumite Team U 18
- 1978 Deutscher Meister U 21
- 1979 Deutscher Meister Junioren
- 1980 4. Platz Deutsche Meisterschaft
- 1981 Deutscher Meister – 78 kg und Deutscher Meister Kata Team
- 1982 Deutscher Meister – 78 kg
- 1983 4. Platz Deutsche Meisterschaft
- 1984 Deutscher Meister – 78 kg und Deutscher Meister Allkat
- 1985 Deutscher Meister – 78 kg und 2. Platz Allkat
- 1986 Deutscher Meister – 78 kg und 2. Platz Allkat
- 1987 Deutscher Meister – 75 kg und Deutscher Meister Allkat
- 1988 Deutscher Meister – 75 kg und Deutscher Meister Allkat

### International
- 1981 Europameister Kumite Team Junioren U 21
- 1983 Europameister Senioren Einzel und Kumite Team EAKF
- 1983 2. Platz Weltmeisterschaft IAKF
- 1984 3. Platz Europameisterschaft EKU und 2. Platz Europameisterschaft Kumite Team EAKF
- 1984 Europameister Einzel EAKF
- 1985 Europameister Einzel EAKF und Europameister Team EAKF
- 1985 2. Platz Europameisterschaft – 75 kg EKU
- 1986 2. Platz Europameisterschaft – 75 kg EKU
- 1987 Weltcupsieger – 75 kg WUKO
- 1988 3. Platz WM – 75 kg WUKO
- 1989 World Games Sieger – 75 kg[10]
- 1990 Europameister – 75 kg EKU
- 1992 3. Platz Weltmeisterschaft WUKO
- 1992 Europameister Allkat EKU

## Erfolge als Trainer
- Lazar Boskovic: Weltmeister WKF Karate-Weltmeisterschaft 2000 in München
- Alexandra Witteborn: Weltmeisterin WKF Karate-Weltmeisterschaft 2000 in München
- Nadine Ziemer: Vizeweltmeisterin WKF 2004 in Mexiko und World Games Siegerin 2005
- Julia Gehring: Weltmeisterin WKF 2003 in Frankreich
- Samantha Kretschmer: Weltmeisterin WKA 2009 in Spanien und Weltmeisterin WKA 2010 in Schottland[11]
- Sandra Ströhle: Weltmeisterin Junioren WKA 2009 in Spanien und Weltmeisterin Junioren WKA 2010 in Schottland
- Jasco Camdzic: Weltmeister Junioren WKA 2010 in Schottland
- Niko Moosherr: Vizeweltmeister Schüler WKA 2011 in Karlsruhe
- Lisa Kaser: Weltmeisterin WKA 2012 in Orlando, Florida / USA
- Kim Witt: Weltmeisterin WKA 2012 in Orlando Florida / USA[12]
- Sven Feuer: Weltmeister WKA 2012 in Orlando Florida / USA
- Dominik Schmidt: Weltmeister WKA 2012 in Orlando Florida / USA
- Sven Feuer: Weltmeister WKU 2013 in Heraklion / Griechenland[13]

## Erfolge als Bundestrainer
- 1993 EM in Prag, Tschechische Republik 1. Platz Sandra Schäfer
- 1999 EM in Chalkida, Griechenland 1. Platz Nadine Ziemer
- 2001 EM in Sofia, Bulgarien 1. Platz Nadine Ziemer
- 2003 EM in Bremen, Deutschland 1. Platz Alexandra Witteborn
- 2004 EM in Moskau, Russland 1. Platz Kora Knühmann und 1. Platz Alexandra Kurtz
- 2005 EM in La Laguna, Spanien 1. Platz Kora Knühmann
- 1993 WM in Saarbrücken, Deutschland WSKA 1. Platz Saskia Hummel
- 2002 WM in Madrid, Spanien 1. Platz Kora Knühmann und 2. Platz Lazar Boskovic
- 2004 WM in Monterey, Mexico 2. Platz Nadine Ziemer
- 2006 WM in Tampere, Finland 3. Platz Kora Knühmann
- 2005 World Games 1. Platz Köksal Çakır und 1. Platz Nadine Ziemer

Damit zählt Toni Dietl zu den erfolgreichsten Karate-Trainern weltweit.